# Jon Montgomery
Jon Montgomery, né le 6 mai 1979 à Russell, est un skeletoneur canadien. Il a remporté la médaille d'or en skeleton aux Jeux olympiques de Vancouver le 19 février 2010. Il a été vice-champion du monde en 2008 à Altenberg (Allemagne) en individuel et en équipe mixte. Il a également été deuxième du classement général de la coupe du monde 2008 derrière le Britannique Kristan Bromley. Enfin il a remporté une épreuve de coupe du monde le 17 janvier 2008 à Cesana Torinese (Italie).

## Jeux olympiques
- Jeux olympiques d'hiver de 2010 à Vancouver ( Canada) :
  -  Médaille d'or.

## Championnats du monde de skeleton
- Individuel :
  -  Médaille d'argent : en 2008 à Altenberg.
- Équipe mixte :
  -  Médaille d'argent : en 2008 à Altenberg.
  -  Médaille de bronze : en 2011 à Königssee.

## Coupe du monde de skeleton
- Meilleur classement général : 2e en 2008.
- 8 podiums individuels : 4 victoires, 2 deuxièmes places et 2 troisièmes places.

### Détails des victoires en Coupe du monde
| Édition   | Piste           | Total |
| 2007-2008 | Cesana Torinese | 1     |
| 2008-2009 | Whistler        | 1     |
| 2009-2010 | Cesana Torinese | 1     |
| 2010-2011 | Whistler        | 1     |